# Mavis Noordwijk
Mavis Noordwijk (1 juni 1944) is een Surinaams zangeres, koordirigente en muziekpedagoge. Ze zingt voor koren en solo onder begeleiding van musici, en is oprichtster en dirigente van meerdere koren waaronder Troki en Singiprisiri. Ze publiceerde het boek Alonki: een verzameling Surinaamse volksliedjes (1976) en was muziekdocent op onder meer de lerarenopleiding.

## Biografie

### Zangeres
Mavis Noordwijk werd in 1966 al eens aangekondigd als zangeres tijdens een kerstviering in Ooltgensplaat op Goeree-Overflakkee. In de jaren 1970 zong ze in Suriname voor verschillende koren, zoals het Mannenkoor Harmonie en het gemengd koor Jedikeko. In die tijd werd ze aangekondigd als Mavis Jaliëns-Noordwijk.
Daarnaast zingt ze onder begeleiding van piano en gitaar. In 1974 trad ze met onder meer Eddy Snijders op tijdens het Musical Grand Gala. In 1988 ging ze voor een optreden op het Goodwill Concert naar Emmastad op Curaçao. Ook werkte ze met haar koor samen met andere artiesten, zoals met de Surinaamse Guitaristen Vereniging. Het muziekinstrument dat ze zelf bespeelt is de fluit.
Voor de Surinaamse onafhankelijkheid (1975) werkte ze aan een musical met de titel Fu dungru na leti. Vanwege financiële redenen werd deze niet opgevoerd. Daarnaast pionierde ze met schoolfestivals. In 2006 richtte ze een mini-muziekfestival op voor lagereschoolkinderen.

### Koordirigent en muziekpedagoge
Ze was oprichtster en dirigent van verschillende koren, waaronder het gemengd vocaal ensemble Troki in 1975, waarvoor ze tot ten minste 2013 actief is gebleven. In 1996 richtte ze Singiprisiri op, een gemengde zanggroep waarvan de bezetting in de loop van de tijd varieerde. In 2000 was ze dirigent van drie koren. Rond 2004 richtte ze het Mavis Noordwijk Koor op.
Ze was sinds 1974 muziekdocent voor muziekscholen. Ook doceerde ze in trainingscentra, gaf privéles, en was in 1979 muzikaal adviseur voor het Vrouwenkabinet. Rond 2000 werkte ze als opleidingscoördinator en docent voor het vak muziek aan het Instituut voor de Opleiding van Leraren. In 1976 kwam haar boek Alonki: een verzameling Surinaamse volksliedjes uit. Ze publiceerde artikelen in onder meer het tijdschrift Oso.

### Na haar pensionering
Ook na haar pensionering is ze actief gebleven als zangeres en koordirigent, met niettemin langere tijd een rustperiode door toedoen van het Chikungunya-virus. In 2012 maakte ze deel uit van de groep zangers die de opera Doro opvoerden in Theater Thalia. In januari 2020 was ze voor een Surinaamse zangvoorstelling in het Museum Van Loon in Amsterdam. Kort voor de strenge maatregelen tijdens de coronacrisis, rond december 2020, nam ze met kinderen een muzikale kerstboodschap op video op.
Ze ontving drie maal een onderscheiding van de regering: in 1998, 2005 en 2013. Tijdens Moederdag 2018 werd ze samen met zes andere vrouwen door de NPS onderscheiden voor haar inzet voor de samenleving. In 2020 was zij een van de iconen op de Iconenkalender van NAKS.
- Digitale Bibliotheek voor de Nederlandse Letteren: noor154